# Haveluloto
Haveluloto ist ein Ort in der Inselgruppe Tongatapu im Süden des pazifischen Königreichs Tonga.
Im Jahr 2021 hatte Haveluloto 3473 Einwohner.

## Geographie
Der Ort ist quasi ein Vorort von Nukuʻalofa. Er liegt südlich von Fanga ʻO Pilolevu am Westufer des westlichen Arms der Fangaʻuta Lagoon an der Taufaʻahau Road. Zum Landesinneren, im Westen, wird der Ort durch die Vaha ʻAkolo Road begrenzt. Im Ortsgebiet liegen die Havelu Middle School, das Tailulu College, die Christ’s University of Pacific und das Ministry of Health.
Im Ort gibt es mit der „Church of Jesus Christ of Latter-day Saints“ eine mormonische Kirche.

## Klima
Das Klima ist tropisch heiß, wird jedoch von ständig wehenden Winden gemäßigt. Ebenso wie die anderen Orte der Tongatapu-Gruppe wird Haveluloto gelegentlich von Zyklonen heimgesucht.